# Leikluoto (ö)
Leikluoto är en ö i Finland.   Den ligger i kommunen Tövsala i den ekonomiska regionen Nystadsregionen och landskapet Egentliga Finland, i den sydvästra delen av landet, 190 km väster om huvudstaden Helsingfors. Arean är 3,6 kvadratkilometer.
Terrängen på Leikluoto är mycket platt. Öns högsta punkt är 30 meter över havet. Den sträcker sig 4,0 kilometer i nord-sydlig riktning, och 2,0 kilometer i öst-västlig riktning.
I övrigt finns följande på Leikluoto: